# Балван
Балван (болг. Балван) — село в Болгарии. Находится в Великотырновской области, входит в общину Велико-Тырново.

## Географическое положение
Расположено в 177 км к востоку от Софии.

## История
Во время Второй мировой войны 28 - 29 марта 1944 года окружённый армейскими и полицейскими частями у села Балван Габрово-Севлиевский партизанский отряд НОПА с боем прорвался из окружения, потеряв убитыми 17 партизан.

## Политическая ситуация
В местном кметстве Балван, в состав которого входит Балван, должность кмета (старосты) исполняет Радослав Христов Христов (независимый) по результатам выборов.
Кмет (мэр) общины Велико-Тырново — Румен Рашев (независимый) по результатам выборов.